# Selecció índia de corfbol
La selecció índia de corfbol és dirigida per la Korfball Federation of India (KFI) i representa Índia a les competicions internacionals de corfbol. La federació va ser fundada l'any 1979, es va afiliar a l'IKF l'any 1980 i té la seu a Nova Delhi.
La Federació Índia ha acollit dues edicions del Campionat d'Àsia Oceania, els anys 1991 i 1995 i va optar a celebrar els campionats del Món de l'any 2011.

## Història
| Campionat del Món |                      |                           |               |
| Any               | Campionat            | Seu                       | Classificació |
| 1991              | 4t Campionat del Món | Anvers (Bèlgica)          | 11a plaça     |
| 1995              | 5è Campionat del Món | Nova Delhi (Índia)        | 12a plaça     |
| 1999              | 6è Campionat del Món | Adelaida (Austràlia)      | 11a plaça     |
| 2003              | 7è Campionat del Món | Rotterdam (Països Baixos) | 14a plaça     |
| 2007              | 8è Campionat del Món | Brno (República Txeca)    | 12a plaça     |
| 2011              | 9è Campionat del Món | Shaoxing (Xina)           | 13a plaça     |

| World Games |                 |                      |               |
| Any         | Campionat       | Seu                  | Classificació |
| 1985        | 2ns World Games | Londres (Anglaterra) | 6a plaça      |